# Monument du prince Stanoje
Le monument du prince Stanoje (en serbe cyrillique : Споменик кнезу Станоју ; en serbe latin : Spomenik knezu Stanoju) est située à Zeoke, en Serbie, dans la municipalité de Lazarevac et sur le territoire de la Ville de Belgrade. Érigé en 1804, il est inscrit sur la liste des monuments culturels de grande importance de la République de Serbie et sur la liste des biens culturels de la Ville de Belgrade.

## Présentation
Le monument est situé à l'emplacement où le prince Stanoje Mihailović, de Zeoke, a été tué et enterré, devenant ainsi l'une des premières victimes du massacre des princes, en 1804, un événement qui fut la cause directe du Premier soulèvement serbe contre les Ottomans. Le prince fut immédiatement vengé par son neveu Nikola.